# 1894
Het jaar 1894 is het 94e jaar in de 19e eeuw volgens de christelijke jaartelling.

## Gebeurtenissen
januari
- 15 - In de Rue La Fayette te Parijs wordt een warenhuis geopend. Het zal uitgroeien tot een van de meest prestigieuze winkels ter wereld, en de moedervestiging worden van de Galeries Lafayette.

februari
- 6 - Een officieel bondselftal komt voor de eerste maal in een internationale voetbalwedstrijd in actie. Op het exercitieterrein der dienstdoende schutterij aan de Linker Rottekade in Rotterdam wordt met 1-0 verloren van Felixtowe Club.
- 12 - In Parijs werpt de anarchist Emile Henry een bom met 120 kogels in het café van hotel Terminus, nabij Gare Saint-Lazare, waarbij één dode en vijf gewonden vallen. Hij toont zich trots op zijn daad, waarmee hij de anarchist Auguste Vaillant heeft willen wreken, die op 5 februari terechtgesteld is.

maart
- 25 - Op Paaszondag vertrekt Jacob Coxey aan het hoofd van honderd werklozen uit Massillon, Ohio voor een mars naar Washington. Hij vraagt van de liberale regering-Cleveland een actieve werkgelegenheidspolitiek na de beurskrach van 1893.
- 25-26 - Het Charter van Quaregnon wordt op het paascongres van de Belgische Werkliedenpartij goedgekeurd.
- 26 - Jules de Burlet wordt premier van België.

april
- 14 - De Holland Brothers openen de eerste kinetoscoopsalon op Broadway in New York. Voor 25 cent kan men er individueel een filmpje bekijken.

mei
- 1 - Coxey's Army, onderweg aangegroeid tot vijfhonderd man, trekt de federale hoofdstad Washington binnen, waar de leiders worden gearresteerd.
- 9 - Beëdiging in Nederland van het kabinet-Röell.

- 26 - Emanuel Lasker wordt in Montreal wereldkampioen schaken; hij neemt de titel over van Wilhelm Steinitz.

juni
- 3 - Opening van de Fruithal en Korenbeurs in Utrecht, op de plaats van de oude Vredenburg.
- 23 - Oprichting van het Internationaal Olympisch Comité.
- 25 - In een open rijtuig op weg naar de tentoonstelling van Lyon wordt de Franse president Carnot door de Italiaanse anarchist Caserio doodgestoken.

juli
- 4 - Oprichting van de Zwitserse voetbalclub FC La Chaux-de-Fonds.

augustus
- 1 - Japan verklaart China de oorlog. De vijandelijkheden met als inzet de hegemonie over Korea zijn allang begonnen.
- 14 - De Britse natuurkundige Oliver Lodge verzendt radiosignalen op een bijeenkomst van de British Association for the Advancement of Science aan de Universiteit van Oxford.
- 17 - Rusland en Frankrijk sluiten het verdrag Dual Entente, als tegenhanger van de Driebond.
- 26 - In Drank- en spijslokaal De Atlas aan de Ossenmark te Zwolle wordt de Sociaal-Democratische Arbeiderspartij (SDAP) opgericht.

september
- 30 - Oprichting van de Nederlandse Vegetariërsbond.

oktober
- 14 -  In Brugge wordt de kunstzinnige vereniging Chat Noir opgericht.
- 15 - De Franse minister van Oorlog Mercier tekent het arrestatiebevel van kapitein Alfred Dreyfus.
- 26 - De ANWB plaatst de eerste wegwijzers langs de route Rotterdam - Utrecht. Ze zijn van hout, en verdwijnen al snel in kachels en fornuizen.
- 29 - De gematigde Rooms-Katholiek Chlodwig zu Hohenlohe-Schillingsfürst wordt Rijkskanselier van Duitsland.

november
- 5 - Er breekt een wilde staking uit bij de diamantindustrie in Amsterdam.
- 6 - De Nederlandsch-Zuid-Afrikaansche Spoorwegmaatschappij opent de spoorlijn van Pretoria in de Boerenrepubliek Transvaal naar de havenstad Lourenço Marques in Portugees Mozambique.
- 13 - Henri Polak en andere stakingsleiders richten in Amsterdam de Algemene Nederlandse Diamantbewerkersbond op.
- 21 - Na een artilleriebeschieting vallen zo'n 18.000 Japanse soldaten de stad Port Arthur binnen. De 12.000 Chinese soldaten bieden nauwelijks weerstand en een dag later is de stad geheel in Japanse handen. Vier dagen lang vermoorden de Japanse troepen Chinese krijgsgevangenen en burgers, waaronder vrouwen

en kinderen.
- 28 - De belangrijkste hoofden op Lombok stellen zich onder gezag van het Nederlands gouvernement.

december
- 22 - Bij een geweldige storm loopt de Sophiapolder op Noord-Beveland onder water. Voor de kust bij Scheveningen gaan 25 vissersschepen verloren. De Scheveningse vissers dringen aan op de aanleg van een haven.
- 28 - Einde van de Lombok-oorlog.
- 31 - De 17-jarige Pauline Musters, met haar 61 cm. de kleinste vrouw ter wereld, vangt aan met haar acrobatische optredens op Broadway.

zonder datum
- J.L.A. Brandes redt de Kakawin Nagarakretagama uit het paleis te Tjakranagara op Lombok als KNIL soldaten op het punt staan het gebouw in brand te steken.
- De Fransen veroveren Timboektoe.
- Otto Lilienthal vindt het zweefvliegtuig uit.
- Lord Rayleigh en Sir William Ramsay tonen aan dat argon in de lucht voorkomt.
- Wilhelm Dörpfeld beëindigt zijn opgravingen in Troje.
- De bouw van de Rijksdag wordt voltooid.
- De allereerste dieselmotor loopt voor de duur van één minuut.

## Muziek
- In Wenen, in het Theater an der Wien, vindt de première plaats van de operette Der Obersteiger van Carl Zeller
- Antonín Dvořák schrijft de Amerikaanse suite Opus 98b
- De Finse componist Jean Sibelius componeert Lentelied, Opus 16
- Sergej Rachmaninov componeert Caprice Bohémien, Opus 12
- Claude Debussy componeert Prélude à l'après-midi d'un faune
- Jules Massenet schrijft de opera Thaïs
- 4 januari: eerste uitvoering van Symfonie nr. 1 van Christian Sinding.
- 9 januari: eerste uitvoering van Passacaglia voor viool en altviool van Johan Halvorsen
- 7 maart en 9 maart: opvoering van Midtsommer van Bernt Lie met muzikale inleiding van Halvorsen
- 17 mei: drie uitvoering van de Konsert-caprice over Norske melodier van  en door Halvorsen
- 21 juni: eerste uitvoering van Korsholm van Armas Järnefelt
- 19 juli - 27 augustus: Dvorak schrijft op vakantie in Bohemen zijn cyclus van acht Humoresques op. 101, waarvan nr. 7 beroemd zal worden in vele gedaantes.
- 24 november: eerste uitvoering van Vier Noorse volksliedjes voor dameskoor van Halvorsen; het werk is verloren gegaan.

## Beeldende kunst

Au Salon de la rue des Moulins (1894) Henri de Toulouse-Lautrec, Musée Toulouse-Lautrec

## Bouwkunst

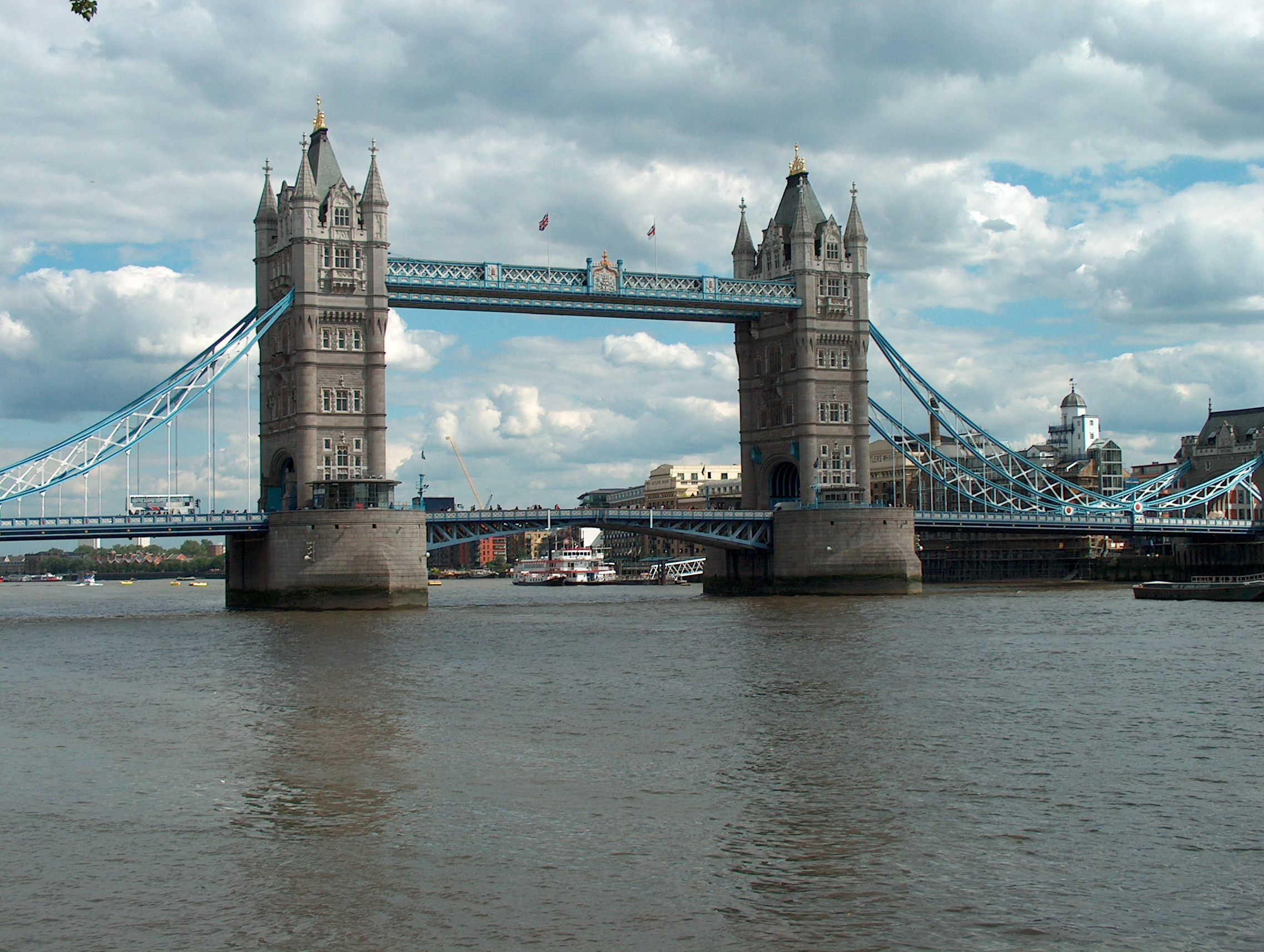
Tower Bridge, Londen (1894) Horace Jones
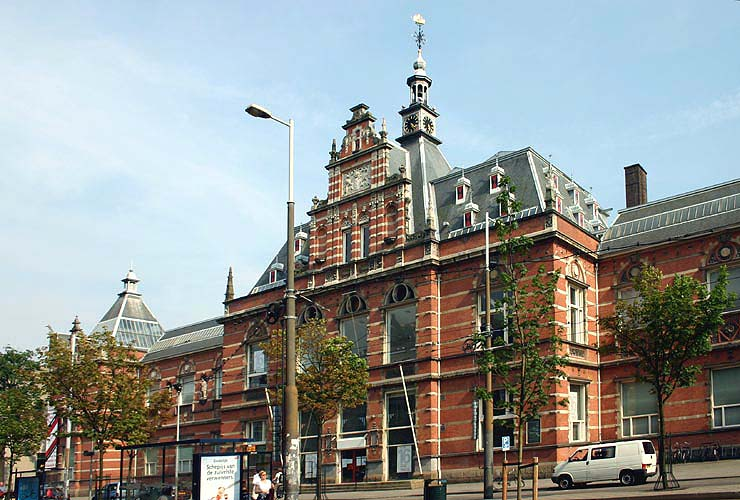
Stedelijk Museum, Amsterdam (1894) Adriaan Willem Weissman

## Geboren

### januari
- 1 - Satyendra Nath Bose, Indiaas natuurkundige (overleden 1974)
- 3 - Zasu Pitts, Amerikaans actrice (overleden 1963)
- 7 - José Rozo Contreras, Colombiaans componist en dirigent (overleden 1976)
- 8 - Maximiliaan Kolbe, Pools Franciscaans Conventueel, katholiek priester en martelaar (overleden 1941)
- 15 - Henk Steeman, Nederlands voetballer (overleden 1979)
- 18 - Max de Marchant et d'Ansembourg, Nederlands politicus en baron (overleden 1975)
- 30 - Boris III, koning van Bulgarije (overleden 1943)

### februari
- 1 - John Ford, Amerikaans filmregisseur (overleden 1973)
- 1 - James P. Johnson, Amerikaans jazzpianist en componist (overleden 1955)
- 1 - Willem van Tijen, Nederlands architect (overleden 1974)
- 3 - Norman Rockwell, Amerikaans schilder (overleden 1978)
- 5 - Frederick Morgan, Brits militair (overleden 1967)
- 7 - Cor Blekemolen, Nederlands wielrenner (overleden 1972)
- 8 - King Vidor, Amerikaans filmregisseur (overleden 1982)
- 10 - Sara Bisschop, Nederlands kunstschilderes en tekenares (overleden 1992)
- 10 - Harold Macmillan, Brits politicus; premier 1957-1963 (overleden 1986)
- 15 - Alice van Nahuys, Nederlands vertaalster en uitgeefster (overleden 1967)
- 19 - Meinoud Rost van Tonningen, Nederlands bankier, collaborateur, journalist, politicus en SS'er (overleden 1945)
- 20 - Everhard van Beijnum, Nederlands muziekpedagoog (overleden 1957)
- 25 - Meher Baba, Indiaas goeroe (overleden 1969)
- 25 - Sven Malm, Zweeds atleet (overleden 1974)
- 26 - Wilhelm Bittrich, Duits SS-generaal (overleden 1979)
- 28 - Ben Hecht, Amerikaans journalist, (scenario)schrijver en regisseur (overleden 1964)
- 28 - Fridthjof Kristoffersen, Noors componist en pianist (overleden 1962)
- 28 - Wim Schuhmacher, Nederlands beeldend kunstenaar (overleden 1986)

### maart
- 3 - Paz Marquez-Benitez, Filipijns schrijfster (overleden 1983)
- 11 - Otto Grotewohl, Oost-Duits politicus (overleden 1964)
- 19 - Joe Venuti, Italiaans-Amerikaans jazzmusicus (overleden 1978)
- 26 - Will Wright, Amerikaans acteur (overleden 1962)
- 30 - Thomas Green, Brits snelwandelaar en olympisch kampioen (overleden 1975)

### april
- 2 - Rudolph Cleveringa, Nederlands jurist (overleden 1980)
- 5 - Pieter Jacob Six, Nederlands verzetsstrijder in WO II (overleden 1986)
- 6 - Gertrude Baines, Amerikaans supereeuweling; in 2009 oudste erkende levende persoon ter wereld (overleden 2009)
- 13 - Anton Colijn, Nederlands amateur-bergbeklimmer (overleden 1945)
- 13 - Ludvig Irgens-Jensen, Noors componist (overleden 1969)
- 13 - Leendert van der Vlugt, Nederlands architect (overleden 1936)
- 15 - Bessie Smith, Amerikaans zangeres (overleden 1937)
- 17 - Nikita Chroesjtsjov, Sovjet-Russisch politicus (overleden 1971)
- 17 - Jenő Hégner-Tóth, Hongaars waterpolospeler (overleden 1915)
- 18 - Johan de Molenaar, Nederlands concertpianist en dichter (overleden 1969)
- 19 - Ketevan Magalasjvili, Georgisch kunstschilderes (overleden 1973)
- 20 - Martinus Nijhoff, Nederlands dichter (overleden 1953)
- 22 - Bror Hjorth, Zweeds schilder en beeldhouwer (overleden 1968)
- 26 - Rudolf Hess, Duits nazipoliticus (overleden 1987)
- 28 - Fritz Freitag, Duits generaal (overleden 1945)
- 29 - Stanisław Mielech, Pools voetballer (overleden 1962)
- 30 - Annie van Velzen, Nederlands inspectrice bij de Kinderpolitie en verzetsvrouw (overleden 1967)

### mei
- 11 - Ellsworth Bunker, Amerikaans diplomaat, onderhandelaar over Nederlands-Nieuw-Guinea (overleden 1984)
- 11 - Martha Graham, Amerikaans danseres en choreografe (overleden 1991)
- 11 - Anton Mussert, Nederlands ingenieur, politicus, oprichter en leider van de NSB (overleden 1946)
- 11 - Ferdinand Swatosch, Oostenrijks voetballer (overleden 1974)
- 27 - Louis-Ferdinand Céline, Frans romanschrijver (overleden 1961)
- 27 - Dashiell Hammett, Amerikaans detectiverschrijver (overleden 1961)
- 29 - Josef von Sternberg, Oostenrijks-Amerikaans filmregisseur (overleden 1969)

### juni
- 6 - Violet Trefusis, Engels schrijfster en socialite (overleden 1972)
- 8 - Henk Stuurop, Nederlands pianist en zanger (overleden 1956)
- 13 - Jacques Henri Lartigue, Frans fotograaf en kunstschilder (overleden 1986)
- 13 - Conno Mees, Nederlands uitgever (overleden 1978)
- 13 - Karl Schöchlin, Zwitsers roeier (overleden 1974)
- 15 - Trygve Gulbranssen, Noors romanschrijver (overleden 1962)
- 21 - Elsie Maréchal, Brits verzetsstrijdster in België in de Tweede Wereldoorlog (overleden 1969)
- 23 - Edward VIII, De Hertog van Windsor, koning van het Verenigd Koninkrijk (1936) (overleden 1972)
- 23 - Greet Hofmans, Nederlands gebedsgenezeres (overleden 1968)
- 25 - Hermann Oberth, Duits ruimtevaartpionier (overleden 1989)

### juli
- 2 - André Kertész, Hongaars-Amerikaans fotograaf (overleden 1985)
- 7 - Dénes von Mihály, Hongaars natuurkundige en uitvinder (overleden 1953)
- 8 - Pjotr Kapitsa, Russisch natuurkundige en Nobelprijswinnaar (overleden 1984)
- 13 - Isaak Babel, Russisch auteur (overleden 1940)
- 14 - Dave Fleischer,  Amerikaans filmregisseur, -producent en animator (overleden 1979)
- 17 - Georges Lemaître, Belgisch priester en natuur- en wiskundige; grondlegger van de oerknaltheorie (overleden 1966)
- 19 - Jerzy Kazimierz Pajączkowski-Dydyński, Pools-Engels kolonel, bij overlijden de oudste man van het Verenigd Koninkrijk; veteraan van de Eerste Wereldoorlog (overleden 2005)
- 19 - Percy Spencer, Amerikaans ingenieur en uitvinder van de magnetronoven (overleden 1970)
- 20 - Emil Vogel, Duits generaal (overleden 1985)
- 22 - Oskar Maria Graf, Duits schrijver (overleden 1967)
- 23 - Rudolf Spaander, Nederlands voetballer en atleet (overleden 1950)
- 25 - Walter Brennan, Amerikaans acteur (overleden 1974)
- 25 - Gavrilo Princip, Bosnisch-Servisch terrorist (overleden 1918)
- 26 - Bo Ekelund, Zweeds atleet (overleden 1983)
- 26 - Aldous Huxley, Engels-Amerikaans schrijver, essayist en dichter (overleden 1963)
- 26 - Lodewijk Rogier, Nederlands neerlandicus en geschiedschrijver (overleden 1974)
- 27 - André Jousseaume, Frans ruiter (overleden 1960)

### augustus
- 1 - Ottavio Bottecchia, Italiaans wielrenner en Tour de Francewinnaar (overleden 1927)
- 2 - Hendrik Chabot, Nederlands kunstschilder en beeldhouwer (overleden 1949)
- 3 - Johannes Henricus van Maarseveen, Nederlands politicus (overleden 1951)
- 4 - Milton Jones, Amerikaans autocoureur (overleden 1932)
- 6 - Arnaldo da Silveira, Braziliaans voetballer (overleden 1980)
- 7 - Friedrich Hochbaum, Duits generaal (overleden 1955)
- 15 - Thomas Chalmers Vint, Amerikaans landschapsarchitect (overleden 1967)
- 19 - Stefan Fryc, Pools voetballer (overleden 1943)
- 19 - André Lefèbvre, Frans autoconstructeur (overleden 1963)
- 22 - Willem Arondéus, Nederlands beeldend kunstenaar, schrijver en verzetsman (overleden 1943)
- 22 - Jos Gevers, Vlaams acteur en toneelschrijver (overleden 1977)
- 25 - Willem Ruys, Nederlands reder (overleden 1942)
- 26 - Betsy Huitema-Kaiser, Nederlands beeldend kunstenaar (overleden 1978)

### september
- 2 - Joseph Roth, Oostenrijks-Hongaars schrijver en journalist (overleden 1939)
- 3 - Helmut Richard Niebuhr, Amerikaans theoloog (overleden 1962)
- 3 - Luigi Platé, Italiaans autocoureur (overleden 1975)
- 8 - Willem Pijper, Nederlands componist (overleden 1947)
- 10 - Albert Hahn jr., Nederlands (politiek) tekenaar, illustrator en boekbandonwerper (overleden 1953)
- 12 - Frans Michel Penning, Nederlands experimenteel natuurkundige (overleden 1953)
- 13 - J.B. Priestley, Engels schrijver (overleden 1984)
- 13 - Anton Roosjen, Nederlands politicus en omroepbestuurder (overleden 1978)
- 15 - Artur Dubravčić, Kroatisch voetballer (overleden 1969)
- 15 - Jean Renoir, Frans-Amerikaans filmregisseur (overleden 1979)
- 21 - Kees Kef, Nederlands componist en (koor)dirigent (overleden 1961)
- 23 - Kornelis Heiko Miskotte, Nederlands theoloog (overleden 1976)
- 24 - André Frédéric Cournand, Frans-Amerikaans fysioloog en Nobelprijswinnaar (overleden 1988)
- 24 - José Yulo, Filipijns advocaat, rechter en politicus (overleden 1976)
- 30 - Dirk Jan Struik, Nederlands-Amerikaans wiskundige en wetenschapshistoricus (overleden 2000)

### oktober
- 3 - Joop Bieshaar, Nederlands voetballer (overleden 1961)
- 5 - Bevil Rudd, Zuid-Afrikaans atleet (overleden 1948)
- 7 - Herman Dooyeweerd, Nederlands filosoof (overleden 1977)
- 7 - Walter Melzer, Duits generaal (overleden 1961)
- 8 - Janus van Merrienboer, Nederlands handboogschutter (overleden 1947)
- 10 - Peter Warlock, Brits musicoloog en componist (overleden 1930)
- 14 - E.E. Cummings, Amerikaans schrijver en dichter (overleden 1962)
- 14 -  Heinrich Lübke, Duits bondspresident (overleden 1972)
- 16 - Zdzisław Styczeń, Pools voetballer (overleden 1978)
- 19 - Pedro Sabido, Filipijns politicus en diplomaat (overleden 1980)
- 25 - Claude Cahun, Frans kunstenares en schrijfster (overleden 1954)

### november
- 1 - Nelia Gardner White,  Amerikaans schrijfster (overleden 1957)
- 9 - Auguste Broos, Belgisch atleet (overleden 1954)
- 9 - Dietrich von Choltitz, Duits generaal (overleden 1966)
- 9 - Mae Marsh, Amerikaans actrice (overleden 1968)
- 17 - Eelco van Kleffens, Nederlands politicus (overleden 1983)
- 21 - Corinne Griffith, Amerikaans actrice en schrijfster (overleden 1979)
- 22 - Friedrich Hossbach, Duits generaal (overleden 1980)
- 25 - Bob Hanf, Nederlands schilder, schrijver en componist (overleden 1944)
- 26 - Ivan Papanin, Russisch poolonderzoeker (overleden 1986)
- 26 - Norbert Wiener, Amerikaans wiskundige (overleden 1964)
- 28 - Catherine Hagel, op twee na oudste persoon ter wereld (overleden 2008)

### december
- 2 - Georgi Zjoekov, Sovjet-Russisch maarschalk (overleden 1974)
- 8 - Alfred Schlemm, Duits generaal (overleden 1986)
- 8 - Elzie Segar, Amerikaans cartoonist; geestelijk vader van Popeye (overleden 1938)
- 8 - James Thurber, Amerikaans schrijver (overleden 1961)
- 11 - Matturio Fabbi, Italo-Braziliaans voetballer (datum overlijden onbekend)
- 17 - Arthur Fiedler, Oostenrijks-Amerikaans dirigent (overleden 1979)
- 17 - Hans Henny Jahnn, Duits schrijver (overleden 1959)
- 17 - Antonius Nieuwenhuisen, Nederlands verzetsstrijder (overleden 1944)
- 17 - Wim Schermerhorn, Nederlands minister-president (overleden 1977)
- 18 - Dick Laan, Nederlands kinderboekenschrijver (overleden 1973)
- 24 - Jan Hengeveld, Nederlands touwtrekker (overleden 1961)
- 25 - Marcos Carneiro de Mendonça, Braziliaans voetballer (overleden 1988)
- 25 - Antonio Molina, Filipijns componist en dirigent (overleden 1980)
- 27 - Paul Costello, Amerikaans roeier (overleden 1986)
- 28 - André De Meulemeester, Belgisch Eerste Wereldoorlog luchtaas (overleden 1973)
- 31 - Ernest John Moeran, Brits componist (overleden 1950)

### datum onbekend
- Pelageja Sjajn, Russisch astronoom (overleden 1956)

## Overleden
januari

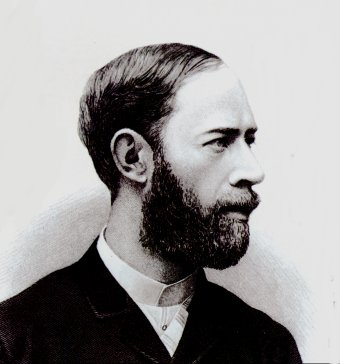
Heinrich Hertz,
overleden 1 januari

- 1 - Heinrich Hertz (36), Duits natuurkundige
- 4 - Johan Joseph Faict (80), Belgisch bisschop van Brugge
- 8 - Pierre Joseph Van Beneden (84), Belgisch paleontoloog en zoöloog
- 19 - Piet Paaltjens (58), Nederlands dichter en predikant
- 23 - Wilhelmus Martinus Logeman (72), Nederlands natuurkundige
- 29 - Cornelis van Meurs (94), Nederlands militair en politicus

februari
- 7 - Adolphe Sax (79), Belgisch muziekinstrumentenbouwer, uitvinder van de saxofoon
- 14 - Eugène Charles Catalan (79), Belgisch wiskundige

maart
- 29 - Georges Pouchet (61), Frans natuurhistoricus en anatoom
- 31 - Pavel Jablotsjkov (46), Russisch elektrotechnicus

april
- 2 - Charles-Edouard Brown-Séquard (76), Frans-Brits arts en fysioloog
- 13 - Nikolaj Ge (63), Russisch kunstschilder

mei
- 2 - Pietro Abbà Cornaglia (43), Italiaans musicus
- 21 - August Kundt (54), Duits natuurkundige
- 24 - Pafnoeti Tsjebysjev (73), Russisch wiskundige
- 25 - Paulus Jan Bosch van Drakestein (69), Nederlands Commissaris van de koning(in) van Noord-Brabant

juni
- 19 juni - Dieudonné Dagnelies (68), Belgisch componist en dirigent

augustus
- 3 - George Inness (69), Amerikaans kunstschilder

september
- 8 - Hermann von Helmholtz (73), Duits arts en natuurkundige

oktober
- 7 - Oliver Wendell Holmes sr. (85), Amerikaans jurist en rechtsfilosoof

november
- 1 - Tsaar Alexander III van Rusland (49)
- 9 - Johannes Jacobus van Bakkenes (51), Nederlands burgemeester
- 20 - Anton Rubinstein (64), Russisch pianist en componist
- 20 - Karel August van Saksen-Weimar-Eisenach (50), zoon van groothertog Karel Alexander van Saksen-Weimar-Eisenach en prinses Sophie van Oranje-Nassau

december
- 3 - Joseph Schadde (76), Belgisch architect
- 3 - Robert Louis Stevenson (44), Schots schrijver
- 7 - Ferdinand de Lesseps (89), Frans ingenieur
- 12 - Sir John Thompson (49), premier van Canada
- 27 - Christina Rossetti (64), Engels schrijfster
- 30 - Amelia Bloomer (76), Amerikaans feministe